# メトロパルス
『メトロパルス』は、2022年12月14日に発売されたCAPSULEの16枚目のスタジオ・アルバムである。

## 概要
前作『WAVE RUNNER』から約7年10ヶ月振りとなるアルバム。
2021年6月に同アルバム以来およそ6年振りとなる新曲である「ひかりのディスコ」を配信限定リリース後、立て続けに「うつせみ Movie Version」「フューチャー・ウェイヴ」「バーチャル・フリーダム」のリリースを経て、活動25周年記念アルバムとして今作がリリースがされる。
初回限定版、通常盤のいずれか1枚を購入すると、中村義響氏によるライナーノーツがプレゼントされる他、早期予約特典として、「うつせみ Movie Version」のCDが付属する。
また、初回限定版と通常版の初回生産版に封入されるシリアルコードを使って応募すると、CAPSULE結成25年を記念し25名にスペシャルフィギュアが贈呈されるキャンペーンも開催された。
発売12日前となる2022年12月2日には2曲目「ギヴ・ミー・ア・ライド」が先行配信された。
2023年5月24日に本アルバムのアナログ盤が発売された。
EDMを主体とした前作とは打って変わり、全曲シンセウェイブ、シティポップで構成されている。

## プロモーション

### Twitterでの楽曲シェアキャンペーン
「ギヴ・ミー・ア・ライド」先行配信日の日本時間2022年12月2日から同月13日23時59分までの12日間、対象となっている音楽配信サービスのTwitterの楽曲シェア機能を使用して、ハッシュタグ「#ギヴミーアライドCP」を入力して投稿した者の中から抽選で50人に、本作で使用されているアートワークを元に作成されたオリジナルアートポスターが贈呈される。
また、日本時間2023年1月27日から2月10日23時59分までの12日間、対象となっている音楽配信サービスのTwitterの楽曲シェア機能を使用して、ハッシュタグ「#メトロパルスCP」を入力して投稿した者の中から抽選で50人に、特製アクリルスタンドが贈呈される。

## パッケージ
- 初回盤（品番：WPCL-13320）：2CD
- 通常盤（品番：WPCL-13322）：CD
- アナログ盤（品番：WPJL-10145）：LP

Disc 1、Disc 2は共にジャケットに収録曲の歌詞が掲載されているが、これは、6thアルバム『L.D.K. Lounge Designers Killer』（2005年9月21日発売）以来17年ぶりとなる（7thアルバム『FRUITS CLiPPER』（2006年5月10日発売）では、帯裏に収録曲の歌詞が印刷されていた）。
CAPSULEの楽曲がアナログ盤で発売されるのは10thアナログ12インチシングル『JUMPER』（2008年11月5日発売）以来14年半ぶりであり、アルバムでは初となる。

## 楽曲について
Disc 1, 1.ひかりのディスコ (Album Mix), 3.フューチャー・ウェイヴ (Album Mix), 5.バーチャル・フリーダム (Album Mix)
iTunes StoreとApple Musicでは(Album Mix)の部分が「(METRO PULSE Mix)」と表記されている
Disc 1, 8.スターリー・ナイト
メンバーが10代の頃に制作された、CAPSULE結成のきっかけとなった楽曲のセルフリメイク。
Disc 2, 4.スターリー・ナイト '97
より当時の原曲に近いアレンジ。

## 収録曲
| #         | タイトル                               | 作詞  | 作曲・編曲 | 時間 |
| --------- | -------------------------------------- | ----- | ---------- | ---- |
| 1.        | 「ひかりのディスコ (Album Mix)」       |       |            | 5:23 |
| 2.        | 「ギヴ・ミー・ア・ライド」             |       |            | 5:05 |
| 3.        | 「フューチャー・ウェイヴ (Album Mix)」 |       |            | 5:02 |
| 4.        | 「スタート」                           |       |            | 4:03 |
| 5.        | 「バーチャル・フリーダム (Album Mix)」 |       |            | 4:06 |
| 6.        | 「ワンダーランド」                     |       |            | 2:50 |
| 7.        | 「シーサイド・ドリームス」             |       |            | 2:24 |
| 8.        | 「スターリー・ナイト」                 |       |            | 3:30 |
| 9.        | 「エスケープ・フロム・リアリティ」     |       |            | 4:09 |
| 10.       | 「トゥー・マイ・ワールド」             |       |            | 5:15 |
| 合計時間: | 合計時間:                              | 41:47 |            |      |

| #         | タイトル                                  | 作詞  | 作曲・編曲 | 時間 |
| --------- | ----------------------------------------- | ----- | ---------- | ---- |
| 1.        | 「ひかりのディスコ」                      |       |            | 5:21 |
| 2.        | 「フューチャー・ウェイヴ」                |       |            | 6:29 |
| 3.        | 「バーチャル・フリーダム」                |       |            | 4:09 |
| 4.        | 「スターリー・ナイト '97」                |       |            | 4:13 |
| 5.        | 「ひかりのディスコ (Instrumental)」       |       |            | 5:23 |
| 6.        | 「フューチャー・ウェイヴ (Instrumental)」 |       |            | 6:29 |
| 7.        | 「バーチャル・フリーダム (Instrumental)」 |       |            | 4:09 |
| 合計時間: | 合計時間:                                 | 36:13 |            |      |

| #  | タイトル                                                           | 作詞 | 作曲・編曲 | 時間 |
| -- | ------------------------------------------------------------------ | ---- | ---------- | ---- |
| 1. | 「うつせみ (映画「シドニアの騎士 あいつむぐほし」) Movie Version」 |      |            | 2:05 |

| #         | タイトル                               | 作詞  | 作曲・編曲 | 時間 |
| --------- | -------------------------------------- | ----- | ---------- | ---- |
| 1.        | 「ひかりのディスコ (Album Mix)」       |       |            | 5:23 |
| 2.        | 「ギヴ・ミー・ア・ライド」             |       |            | 5:05 |
| 3.        | 「フューチャー・ウェイヴ (Album Mix)」 |       |            | 5:02 |
| 4.        | 「スタート」                           |       |            | 4:03 |
| 合計時間: | 合計時間:                              | 19:35 |            |      |

| #         | タイトル                               | 作詞  | 作曲・編曲 | 時間 |
| --------- | -------------------------------------- | ----- | ---------- | ---- |
| 1.        | 「バーチャル・フリーダム (Album Mix)」 |       |            | 4:06 |
| 2.        | 「ワンダーランド」                     |       |            | 2:50 |
| 3.        | 「シーサイド・ドリームス」             |       |            | 2:24 |
| 4.        | 「スターリー・ナイト」                 |       |            | 3:30 |
| 5.        | 「エスケープ・フロム・リアリティ」     |       |            | 4:09 |
| 6.        | 「トゥー・マイ・ワールド」             |       |            | 5:15 |
| 合計時間: | 合計時間:                              | 22:12 |            |      |

## 『CAPSULE 「メトロパルス」オンラインリリースパーティー』
『CAPSULE 「メトロパルス」オンラインリリースパーティー』とは、日本時間2022年12月13日22時からYouTubeにて生配信された番組である。

### 内容
22時からの前半部では、CAPSULE25周年を記念する全曲特別バージョンのスペシャルライブミックスが配信された。翌0時からは、当日発売された上記のアルバム『メトロパルス』の発売同時視聴会となり、アルバム（Disc 1）収録曲が全て配信された。その後に、アルバムの2曲目「ギヴ・ミー・ア・ライド」のミュージック・ビデオが公開予定であったが、諸般の事情により、公開は延期された。当ミュージック・ビデオは同年12月16日に公開された。

### アーカイヴについて
本番組のアーカイヴは非公開となっている。

### セットリスト
| #   | タイトル                                      | 作詞 | 作曲・編曲 |
| --- | --------------------------------------------- | ---- | ---------- |
| 1.  | 「Get Down (2022 Live Mix)」                  |      |            |
| 2.  | 「I’m Feeling You (2022 Live Mix)」           |      |            |
| 3.  | 「super speeder judy jedy (2022 Live Mix)」   |      |            |
| 4.  | 「more more more (2022 Live Mix)」            |      |            |
| 5.  | 「Never Let Me Go (2022 Live Mix)」           |      |            |
| 6.  | 「Motor Force (2022 Live Mix)」               |      |            |
| 7.  | 「Robot Disco (2022 Live Mix)」               |      |            |
| 8.  | 「ひかりのディスコ (2022 Live Mix)」          |      |            |
| 9.  | 「FLASH BACK (2022 Live Mix)」                |      |            |
| 10. | 「the Time is Now (2022 Live Mix)」           |      |            |
| 11. | 「Player (2022 Live Mix)」                    |      |            |
| 12. | 「Factory (2022 Live Mix)」                   |      |            |
| 13. | 「Sound of Silence (2022 Live Mix)」          |      |            |
| 14. | 「フューチャー・ウェイヴ (2022 Live Mix)」    |      |            |
| 15. | 「OPEN THE GATE (2022 Live Mix)」             |      |            |
| 16. | 「WORLD OF FANTASY (2022 Live Mix)」          |      |            |
| 17. | 「construction (2022 Live Mix)」              |      |            |
| 18. | 「Eternity (2022 Live Mix)」                  |      |            |
| 19. | 「You are the reason (2022 Live Mix)」        |      |            |
| 20. | 「バーチャル・フリーダム (2022 Live Mix)」    |      |            |
| 21. | 「Phantom (2022 Live Mix)」                   |      |            |
| 22. | 「Hello (2022 Live Mix)」                     |      |            |
| 23. | 「Electric light moon light (2022 Live Mix)」 |      |            |
| 24. | 「megalopolis (2022 Live Mix)」               |      |            |
| 25. | 「Love Me (2022 Live Mix)」                   |      |            |

| #         | タイトル                               | 作詞  | 作曲・編曲 | 時間 |
| --------- | -------------------------------------- | ----- | ---------- | ---- |
| 1.        | 「ひかりのディスコ (Album Mix)」       |       |            | 5:23 |
| 2.        | 「ギヴ・ミー・ア・ライド」             |       |            | 5:05 |
| 3.        | 「フューチャー・ウェイヴ (Album Mix)」 |       |            | 5:02 |
| 4.        | 「スタート」                           |       |            | 4:03 |
| 5.        | 「バーチャル・フリーダム (Album Mix)」 |       |            | 4:06 |
| 6.        | 「ワンダーランド」                     |       |            | 2:50 |
| 7.        | 「シーサイド・ドリームス」             |       |            | 2:24 |
| 8.        | 「スターリー・ナイト」                 |       |            | 3:30 |
| 9.        | 「エスケープ・フロム・リアリティ」     |       |            | 4:09 |
| 10.       | 「トゥー・マイ・ワールド」             |       |            | 5:15 |
| 合計時間: | 合計時間:                              | 41:47 |            |      |